# Řízená oblast
Řízená oblast, označovaná jako CTA (anglicky Control area), je část vzdušného prostoru která podléhá řízení leteckého provozu.
Vertikálně sahá typicky od výšky 1000 ft (stop) (300 m) nad zemským povrchem do letové hladiny (FL) 660, tedy do výšky 66 000 stop (19 800 m) nad mořem. Vertikálně i horizontálně může být provedeno členění. Horizontálně je v České republice soustavou pěti CTA (CTA 2 Praha, CTA 1 Praha, CTA Brno, CTA Karlovy Vary, CTA Ostrava) pokryté beze zbytku veškeré území.
Do CTA jsou vetknuté ostatní prvky organizace vzdušného prostoru, např. TMA a CTR, přičemž spodní část CTR se nachází vertikálně pod spodní hranicí CTA.
Ačkoliv je provoz v CTA jako celek řízen, ve významných částech CTA je možný pohyb letounů bez neustálého kontaktu s řídícím střediskem.